# Brasilianita
| Propriedades              |                                                                                             |
| ------------------------- | ------------------------------------------------------------------------------------------- |
| Composição                | 8,56% Na2O, 42,25 Al2O3, 39,23% P2O5, 9,96% H2O                                             |
| Brilho                    | Vítreo                                                                                      |
| Fluorescência             | Inerte                                                                                      |
| Caráter Óptico            | Biaxial positivo, RD                                                                        |
| Transparência             | Transparente à translúcido                                                                  |
| Índices de refração       | 1,602 - 1,621 (±0,003)                                                                      |
| Cor                       | Verde-amarelado                                                                             |
| Fratura                   | Concoidal de brilho vítreo                                                                  |
| Peso específico           | 2,97g/cm3 (±0,03)                                                                           |
| Dureza na escala Mohs     | 5,5                                                                                         |
| Densidade relativa        | 2,98                                                                                        |
| Clivagem                  | Boa                                                                                         |
| Hábito                    | Prismático                                                                                  |
| Propriedades diagnósticas | Pode ser identificada através do teste do fósforo, por sua dureza, cor e propriedade óticas |

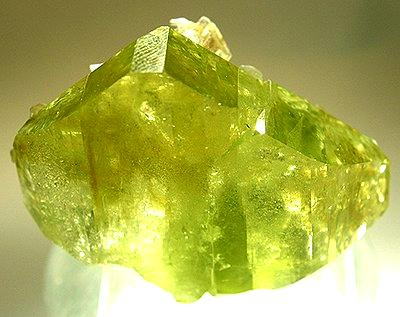
Uma pedra preciosa de brasilianita proveniente do município de Conselheiro Pena (MG)

A brasilianita ou brasilianite têm esse nome devido sua descoberta no Brasil pelo comerciante de cristais Telírio Gomes Pacheco, é um fosfato básico de sódio e alumínio, de fórmula química NaAl3(PO4)2(OH)4. Cristaliza na classe prismática do sistema monoclínico, em exemplares de hábito prismático de cor amarelo-esverdeada, às vezes transparentes ou translúcidos. Forma-se em pegmatitos graníticos.  As principais jazidas são as do estado brasileiro de Minas Gerais, de Palermo Mine e de Smith Mine, no estado norte-americano de New Hampshire.

## Origem
Foi descrita em 1945 por Pough & Henderson a partir de poucos exemplares e informações imprecisas de seu local de ocorrencia.
Em meados dos anos 70 amostras puderam ser obtidas com facilidade em uma propriedade rural a 7km do municipio de Divino das Laranjeiras/MG, na mesma propriedade se estabeleceu a Mina do Telírio.

## Aplicações
A brasilianita é utilizada como gema, a aplicação desse material, geralmente é utilizado em joalheria, colecionismo e decoração.

## Observações
Pode ser confundida com ambligonita, turmalina, ekanita, e topázio.